# John Watson (ciclista)
Edward John Watson (nascido em 1 de abril de 1947) é um ex-ciclista britânico. Competiu no contrarrelógio por equipes representando o Reino Unido nos Jogos Olímpicos da Cidade do México 1968.